# Port Nolloth
Porth Nolloth – miasto w Republice Południowej Afryki, w prowincji Przylądkowej Północnej, w dystrykcie Namakwa, w gminie Richtersveld której jest stolicą administracyjną. 